# Гилберт, Олив
Олив Сара Гилберт (англ. Olive Sarah Gilbert; 22 ноября 1898 — 19 февраля 1981) — британская певица
 и актриса
.
В течение семидесятилетней карьеры играла сначала в опере, а затем во многих мюзиклах Айвора Новелло в лондонском Вест-Энде. После Первой мировой войны Гилберт более десяти лет пела партии для контральто и меццо-сопрано в Оперной труппе Карла Роза англ. The Carl Rosa Opera Company. Она вернулась в музыкальный театр в 1935 году, появившись в «Glamorous Night» Айвора Новелло. У неё также были роли в фильмах «Careless Rapture» (1936), «Crest of the Wave» (1937) «The Dancing Years» (1939), «Arc de Triomphe» (1943), «Perchance to Dream» (1945), «King’s Rhapsody»(1949). С 1961 по 1966 год она играла сестру Маргаретту в фильме «Звуки музыки», а в 1968 году она сыграла домработницу в фильме «Человек из Ла-Манчи».

## Биография
Гилберт родилась в Кармартене, Уэльс. В 1919 году она стала исполнять партии для контральто и меццо-сопрано в Оперной труппе Карла Роза (Carl Rosa Opera Company). Она много лет выступала в этой труппе, получая теплые отзывы. О её игре в роли Фрики в «Валькирии» Вагнера 1929 году в газете «The Times» написали: «Величайшим индивидуальным выступлением прошлой ночи было выступление Мисс Олив Гилберт, которая передала холодную ярость Фрики в энергичном пении, которое всегда оставалось полнозвучным».
Гилберт дебютировала в музыкальном театре в мае 1935 года, в «Glamorous Night» Айвора Новелло в лондонском «Друри-Лейн». После этого она оставалась с Новелло, занимая главные роли во всех его мюзиклах. Она также выступала в качестве его личного помощника и домохозяйки, живя в квартире этажом ниже. В «Друри-Лейн» она снялась в фильмах Новелло «Careless Rapture» (1936), «Crest of the Wave» (1937) «The Dancing Years» (1939). Она была голосом контральто в необычном женском дуэте в «The Dancing Years» (1939) и «The Wings of Sleep». Мэри Эллис спела партию сопрано. Позже она повторила роль Курт в фильме 1948 года «The Dancing Years»
.
Затем Гилберт появилась в мюзиклах «Arc de Triomphe» (1943) в театре «Феникс», «Perchance to Dream» (1945) в «Лондонском Ипподроме», «King’s Rhapsody»(1949) в театре «Палас». Одно из её самых известных выступлений было в «Perchance to Dream», в котором она пела «We'll Gather Lilacs». Она также исполнила эту песню на похоронах Новелло.
В 1961 году в Театре «Палас» она впервые сыграла сестру Маргариту в «Звуки музыки», оставаясь в этом спектакле на протяжении всех пяти лет её жизни на сцене в Лондоне. В 1968 году она сыграла домработницу в фильме «Человек из Ла-Манчи» в театре «Пикадилли». В начале 1970-х она дебютировала в фильме «Bless the Bride», в фильме «Perchance to Dream» в роли Эрнестины, и в фильме «King’s Rhapsody» в роли графини Веры.
Гилберт умерла в 1981 году в Хове, Суссекс, в возрасте 82 лет.